# Henri Bernard (juge)
Pour les articles homonymes, voir Bernard et Henri Bernard (homonymie).
Henri Bernard (né le 8 octobre 1899 à Arles, mort le 15 février 1986) est un magistrat français ayant fait carrière dans les colonies avant de rejoindre la France libre au cours de la Seconde Guerre mondiale. À la Libération, il est juge au Procès de Tokyo.

## Biographie
Henri Bernard a obtenu sa licence en droit à la faculté d’Aix-en-Provence. Il a ensuite exercé dans les colonies françaises. Tout d'abord en tant que substitut du procureur de la République à Conakry  (1931) puis comme procureur de la République au tribunal de Bangui (1938), de substitut du procureur général (1941) et d’avocat général (1943). Il manque de compromettre sa carrière en rendant justice en faveur de Noirs dans des affaires les opposant à des Blancs. Cependant, il bénéficie du soutien du  ministre des Colonies Georges Mandel.
Bernard prend le parti de la France libre lorsqu'une rébellion éclate à Brazzaville le 28 août 1940. Il est alors condamné à mort par contumace en juillet 1941, par le tribunal militaire de Gannat. Nommé colonel, il exerce pour la France libre  fonction de commissaire du gouvernement à Beyrouth. À la suite d'un désistement du magistrat Henri Heimburger, il est nommé procureur général au Procès de Tokyo tandis que Robert Oneto l'assiste en la qualité de procureur adjoint. Ces deux magistrats n'ayant pas une pratique suffisante de l'anglais, ils ont recours aux services du professeur Jacques Gouëlou.

## Pour approfondir